# Piccoli cambiamenti
Piccoli cambiamenti è un album raccolta del cantautore italiano Mimmo Locasciulli, pubblicato nel 2016 dall'etichetta discografica Hobo.

## Descrizione
Mimmo Locasciulli celebra i 40 anni di attività discografica con questa raccolta che è stata pubblicata prima in doppio CD con 10 + 10 tracce (di cui una bonus) e poi su vinile, in edizione limitata, con 10 tracce (di cui una bonus).
Vengono proposte 19 rielaborazioni dei suoi successi più significativi oltre all'inedito che dà il titolo all'album.
Sono presenti 8 duetti con artisti con i quali Locasciulli ha condiviso la propria musica e i propri interessi musicali nel corso del tempo: Francesco De Gregori in Il suono delle campane, Enrico Ruggeri in Aria di famiglia, Alessandro Haber e Stefano Delacroix in Che fine farò', Andrea Mirò in Due amiche, Alex Britti in Aiuto!, Luciano Ligabue in Confusi in un playback, Frankie hi-nrg mc in Una vita elementare,  Gigliola Cinquetti in Come viviamo questa età e 'Nduccio (pseudonimo del cabarettista Germano D’Aurelio) nella bonus track Oh mammamia!. 
Sulla copertina del CD il titolo è Piccoli cambiamenti mentre sul vinile Piccoli cambiamenti - duets.

## Tracce
CD (Hobo, HOB 1601 CD)
CD1
1. Piccoli cambiamenti – 3:54
2. Il suono delle campane (feat. Francesco De Gregori) – 4:24
3. Cala la Luna (suite) – 5:49
4. Aria di famiglia (feat. Enrico Ruggeri) – 5:14
5. Canzone di sera – 3:23
6. La pioggia l'esilio – 4:35
7. Che fine farò (feat. Alessandro Haber, Stefano Delacroix) – 3:56
8. Due amiche (feat. Andrea Mirò) – 4:21
9. Aiuto! (feat. Alex Britti) – 4:33
10. I musicisti son così – 4:11

Durata totale: 44:20
CD2
1. Confusi in un playback (feat. Luciano Ligabue) – 4:50
2. Stella di vetro – 4:54
3. Non voglio più – 3:45
4. Svegliami domattina – 5:23
5. Una vita elementare (feat. Frankie hi-nrg mc) – 4:35
6. Tra lo Utah e Tel Aviv – 4:50
7. Siamo noi – 3:57
8. Come viviamo questa età (feat. Gigliola Cinquetti) – 4:04
9. Intorno a trentanni – 4:16
10. Oh mammamia! (bonus track) – 3:31 – ('Nduccio & Locasciulli)

Durata totale: 44:05

## Tracce edizione vinile
LP (Hobo, HOB 1601 VN)
Lato A
1. Piccoli cambiamenti – 3:54
2. Il suono delle campane (feat. Francesco De Gregori) – 4:24
3. Come viviamo questa età (feat. Gigliola Cinquetti) – 4:04
4. Che fine farò (feat. Alessandro Haber, Stefano Delacroix) – 3:56
5. Aiuto! (feat. Alex Britti) – 4:33

Durata totale: 20:51
Lato B
1. Confusi in un playback (feat. Luciano Ligabue) – 4:50
2. Aria di famiglia (feat. Enrico Ruggeri) – 5:14
3. Una vita elementare (feat. Frankie hi-nrg mc) – 4:35
4. Due amiche (feat. Andrea Mirò) – 4:21
5. Oh mammamia! (bonus track) – 3:31 – ('Nduccio & Locasciulli)

Durata totale: 22:31